# Fred Moore (militaire)
Pour les articles homonymes, voir Moore et Fred Moore.
Fred Moore, né le 8 avril 1920 à Brest et mort le 16 septembre 2017 à Paris,, est un militaire et homme politique français.
Ancien de la France libre, Compagnon de la Libération, colonel de réserve, ancien député de la Somme, il est le dernier chancelier de l'ordre de la Libération de 2011 à 2012.

## Biographie
Fils d'un officier de la Royal Navy, commerçant à Amiens en 1921 et naturalisé français en 1926, Fred Moore fait ses études secondaires au lycée d'État de garçons d'Amiens puis à l'École nationale d'optique de Morez dans le Jura.

### Français libre
En mai 1940, il s'engage comme volontaire dans le bataillon 117 de l'armée de l'air française. Ne pouvant rejoindre son unité pendant la débâcle, il retrouve sa famille à Brest, où il s'embarque pour l'Angleterre le 19 juin, avant de s'engager dans les Forces françaises libres le 1er juillet.
Il prend part à l'expédition de Dakar en septembre 1940, puis est affecté à Beyrouth le 14 juillet 1941 et dans les spahis marocains le 1er septembre à Damas. En avril 1942, il passe en Égypte et participe à toutes les campagnes d'Égypte et de Libye.
En 1943, à la tête de son peloton, au combat de l'oued Gragour en Tunisie, il stoppe les blindés ennemis à deux reprises permettant au gros des troupes alliées d'intervenir. En avril 1943, il participe aux combats autour du Djebel Fadeloun avec les forces du général Leclerc.
Le 10 avril 1944, avec la 2e DB, il quitte Oran pour l'Angleterre et débarque à Grandcamp le 2 août suivant. Lors de la libération de Paris, il prend part à la prise de l'École militaire puis à celle du Bourget le 27 août. Il combat dans les Vosges et en Alsace et participe à la libération de Strasbourg.
En 1945, il participe enfin aux combats de La Rochelle et aux derniers combats en Allemagne.

### Homme politique
Démobilisé, Fred Moore rentre à Amiens et exerce sa profession d'opticien.
En 1958, au retour au pouvoir du général de Gaulle, il se présente aux élections législatives sous l'étiquette UNR-UDT et est élu député de la première circonscription de la Somme à la faveur d'une triangulaire, mais est battu en 1962 par le communiste René Lamps.
Il est conseiller technique du ministre de l'industrie de 1962 à 1964, puis membre du Conseil économique et social de 1964 à 1966. En juin 1968, victime d'une violente agression alors qu'il fait campagne à Amiens, il est sauvé par « l'intervention de sa femme ». Il met fin à sa carrière politique en 1969.

### Administrateur
Vice-président national de l'Ordre des opticiens, délégué général du Syndicat général de l'optique française et de son équivalent à l'échelon européen, l'Eurom de 1977 à 1982, Fred Moore est aussi président-directeur général de la Société industrielle de développement électronique et nucléaire et administrateur de diverses sociétés de 1969 à 1974.

### L'ordre de la Libération
Le 12 octobre 2011, Fred Moore est nommé chancelier de l'ordre de la Libération dont il est le dernier titulaire. Le 16 novembre 2012, il prend le titre de délégué national du Conseil national des communes « Compagnon de la Libération », qui succède au Conseil de l’Ordre et qui regroupe les cinq communes de Grenoble, Île-de-Sein, Nantes, Paris et Vassieux-en-Vercors. Il en démissionne en janvier 2017. En mai 2017, il est nommé chancelier d'honneur.

### Décès
Il meurt le 16 septembre 2017 à Paris  à l'âge de 97 ans.
Fred Moore est inhumé au cimetière du Père Lachaise, le 22 septembre 2017.

## Œuvre
- Avec Marc Bradfer (préf. Bruno Cuche), « Toujours Français libre ! », Bordeaux, Elytis, 2014, 254 p. (ISBN 978-2-35639-139-1, BNF 44239152)

## Décorations
- Grand-croix de la Légion d'honneur - décret du 31 décembre 2012[9]
- Compagnon de la Libération -  décret du 17 novembre 1945
- Officier de l'ordre des Palmes académiques
- Croix de guerre 1939–1945
- Médaille des évadés
- Croix du combattant volontaire de la guerre de 1939–1945
- Croix du combattant volontaire de la Résistance
- Médaille coloniale avec agrafes « Libye », « Tunisie »
- Médaille des services militaires volontaires, bronze
- Médaille commémorative des services volontaires dans la France libre
- Médaille commémorative des opérations de sécurité et de maintien de l'ordre
- Presidential Unit Citation (États-Unis)
- Officier du Nichan Iftikhar (Tunisie)